# Beleg van Akko (1189-1191)
Het Beleg van Akko was de belangrijkste gebeurtenis tijdens de Derde Kruistocht en duurde van 28 augustus 1189 tot 12 juli 1191.

## Achtergrond
Nadat Saladin een groot aantal van de kruisvaarders had verslagen bij de Slag bij Hattin op 4 juli 1187, kon hij een groot deel van het koninkrijk Jeruzalem veroveren met maar weinig tegenstand van de bevolking en milities. Hierdoor vielen zonder enige weerstand Akko en Jeruzalem in moslimhanden. De kruisvaarders hadden alleen nog controle over Tyrus, Tripoli en Antiochië. Deze steden werden wel aangevallen door Saladin maar hij bleef hierin onsuccesvol. Het nieuws dat Europa bereikte over het verlies van Jeruzalem en Palestina was schokkend en er werd al gauw een nieuwe kruistocht geopperd. Die werd uitgeroepen door paus Gregorius VIII rond oktober 1187 en vervolgd door zijn opvolger paus Clemens III.
In het voorjaar van 1188 werd Guy van Lusignan vrijgelaten door Saladin. Guy ging naar Tyrus maar mocht de stad niet betreden van Koenraad van Monferrato. Koenraad had de stad al een aantal keer succesvol verdedigd tegen aanvallen van Saladin. Waarom Guy de stad niet mocht betreden is onduidelijk gebleven. Toen er versterking kwam van Sicilianen en Venetianen, wist Guy ze achter zich te krijgen. Toen hij nog steeds de stad niet in mocht, gingen Guy en zijn gevolg langs de kust naar Akko. Daar werd de vestiging verdedigd door de moslims, die zeker een tweemaal zo groot garnizoen hadden als de kruisvaarders. Toch deed Guy een poging om een bres te slaan in de stadsmuur. Dit mislukte en hij sloeg nabij de stad een tentenkamp op, wachtend op meer versterking. Al snel kwam er versterkingen, bestaande uit Denen, Friezen, Fransen en Vlamingen.

## Het beleg
Op 4 oktober 1189 kwam Saladin naar de oostzijde van de stadsmuur van Akko om het kamp van de kruisvaarders met zijn leger te confronteren. De kruisvaarders wisten stand te houden tegen de plotselinge opkomst van Saladin.
De moslims sloegen hun kamp op noordoostelijk van Akko met de kruisvaarders daar tussenin. De kruisvaarders verspreidden zich in twee linies. In de eerste linie stond een batterij van kruisboogschutters en in de tweede linie stond de cavalerie. Het beleg nam een onverwachte wending door de onaangekondigde deelname van de tempelierridders onder leiding van Geraard van Ruddervoorde die de rechterflank van Saladin aanviel. De kruisvaarders waren zo succesvol dat de moslims versterking moesten halen van andere plaatsen van het veld. De tactiek van Guy werkte, door middel van de kruisboogschutters baanden zij een weg voor de zware cavalerie om een grote bres in de frontlinie van Saladin te slaan. Saladins centrum en rechterflank moesten terugtrekken omdat ze de aanval niet konden afslaan.
Na het terugtrekken van de moslims gingen de kruisvaarders alle doden af om hen te ontdoen van hun kostbaarheden. Hierop antwoordde Saladin door de lichte cavalerie in te zetten. Die wisten iedereen af te slachten tot aan de reserve-rechterflank van Guy. De kruisvaarders konden de opmars van de moslims niet houden, zodat de tempeliers moesten vluchten. Zij kwamen op de rechterflank van Saladins leger terecht. Tempeliermeester Geraard van Ruddervoorde kwam hierbij om het leven. Uiteindelijk wisten de kruisvaarders wel stand te houden maar dat ging ten koste van 7.000 doden. Saladins overwinning bleef hierbij incompleet.

### Tweede aanvalsgolf
In het najaar van 1189 kwamen er steeds meer kruisvaarders bij het slagveld en Guy was in staat om een grotere blokkade te maken. Het bericht kwam dat keizer Frederik Barbarossa onderweg was naar Akko, wat het moreel van de mannen opvijzelde. Maar Saladin reageerde hierop met het bouwen van meer versterkingen, waarmee hij de hele stad omsingelde en de volgende 15 maanden bleef het rustig. Wel wisten de moslims met 50 lichte sloepen door een zeeblokkade te komen om de stad te bevoorraden.
Op 19 mei 1190 besloot Saladin tot een aanval op het christenkamp, die acht dagen duurde maar werd afgeslagen. Op 25 juli kwam er een aanval vanuit het kamp van de kruisvaarders op de rechterflank van het leger van Saladin, maar die werd afgeslagen. In de weken erna kwamen er meerdere versterkingen aan in het kruisvaarderskamp onder leiding van Franse en Vlaamse graven als Hendrik II van Champagne, Theobald V van Blois, Stephan I van Sancerre en de prins-bisschop van Luik Rudolf van Zähringen.
Het leven in de stad en in de tentenkampen had te lijden onder voedseltekort; water werd een schaars goed en door middel van wegrottende lijken van mens en dier ontstonden er al snel epidemieën. Tussen juli en oktober is Sibylla van Jeruzalem overleden in het tentenkamp, snel gevolgd door haar dochters Alice en Maria. Door de dood van zijn vrouw verloor Guy van Lusignan de claim op de troon van Jeruzalem, omdat Sibylla de legale troonopvolgster was. Haar opvolgster was haar halfzus Isabella van Jeruzalem, maar Guy weigerde plaats voor haar te maken.
Saladins leger was rond deze tijd zo groot dat het voor de kruisvaarders vrijwel onmogelijk was om aan land te komen. In de ingesloten tentenkampen werden de leiders van de kruisvaarders gegrepen door epidemieën en ziektes. Theobald V van Blois en Stephan I van Sancerre overleden kort na elkaar. In januari 1191 deden de kruisvaarders een wanhoopspoging om de muur van de stad in te slaan, eenmaal door de muur wilden de christenen de moslims overlopen. Saladin kon nog net ingrijpen door de linie te blokkeren. Eind februari deed Koenraad van Monferrato een poging om vanuit zee de toren van de vlieg te breken, de poging mislukte omdat hij met zijn schip op de klippen liep. Echter werd het weer in maart beter zodat er voedsel en versterking konden komen, hierdoor slonken de kansen van Saladin op een overwinning.

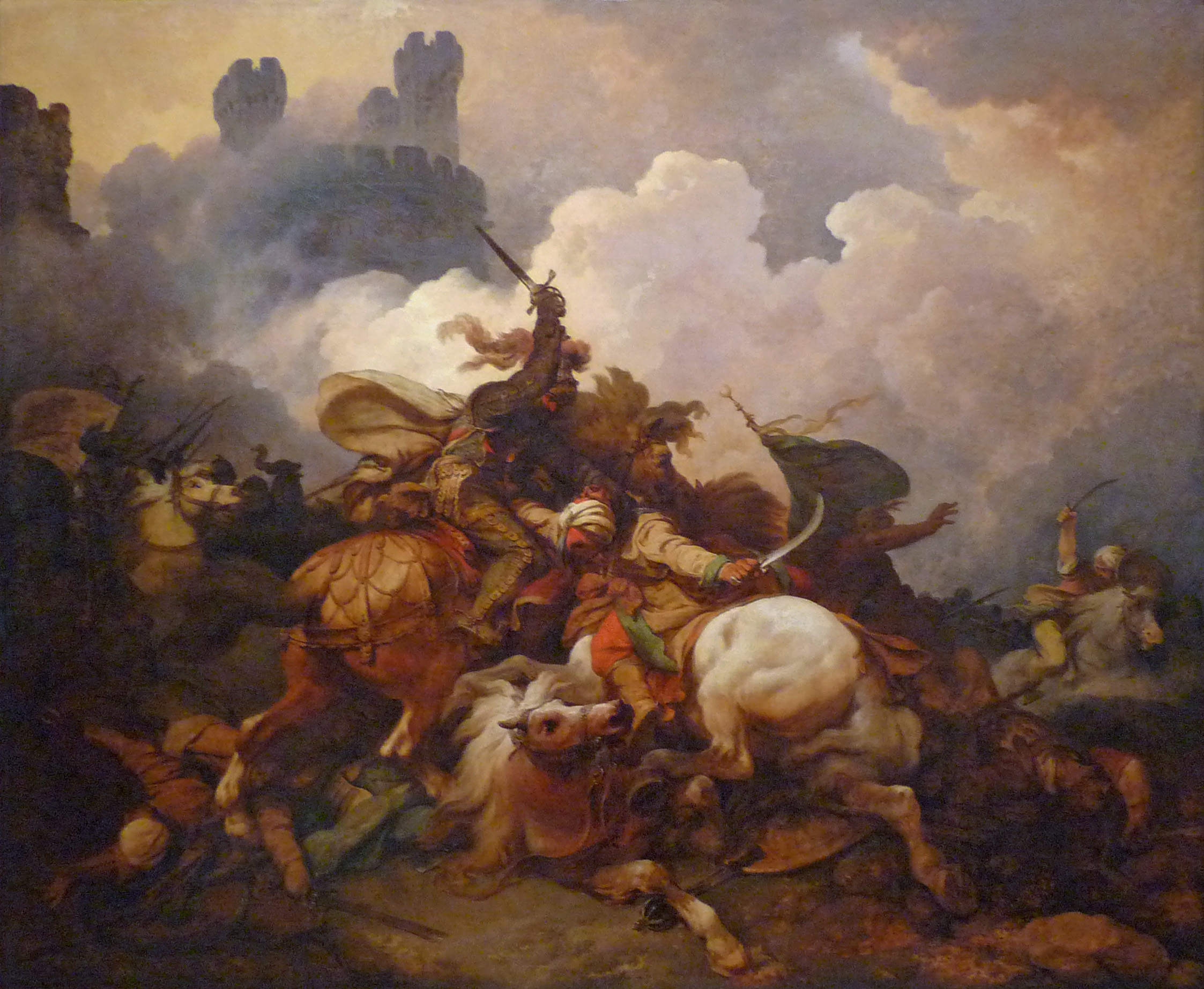
aanval van Richard van Engeland bij Akko.

### Derde aanvalsgolf
Op 20 april 1191 arriveerde Filips II van Frankrijk en op 8 juni Richard Leeuwenhart in Akko. Filips had ervoor gezorgd dat niet het tentenkamp belegerd werd maar nu de stad. Hij liet bresmachines bouwen om gaten in de muren te slaan. Richard had onderweg Cyprus veroverd en bij aankomst vroeg hij om een bijeenkomst met Saladin, maar het ging niet door omdat zowel Richard als Filips zich niet lekker voelden.
De gaten die in de stadsmuren vielen, werden door de moslims direct beantwoord met een aanval, wat het garnizoen in de stad de kans gaf om de muren te stutten. Op 1 juli kwam Filips van de Elzas te overlijden. Filips van Frankrijk twijfelde of hij het beleg zou doorzetten, of dat hij terug zou keren naar Frankrijk om Vlaanderen te veroveren.
Op 3 juli werd er weer een bres geslagen in een van de stadsmuren, maar de aanval werd ternauwernood afgeslagen. De volgende dag wilden de moslims zich overgeven, maar Richard ging niet akkoord met de voorwaarden. Op 7 juli stuurde de stad een delegatie naar Saladin om nog een keer te helpen tegen de christenen, want de moslims dreigden zich over te geven. 11 juli was er nog een korte confrontatie maar de volgende dag gaf de stad zich over en Richard ging nu wel akkoord.

## Afslachting van de gevangenen
Na de onderhandelde overgave, over de inhoud waarvan tegenstrijdige verslagen zijn overgeleverd, brak een periode van getouwtrek aan rond de uitvoering. De elementen waren een gevangenenruil, een afkoopsom en de teruggave van het Ware Kruis. De kruisvaarders hadden het garnizoen van Akko in hun macht (enkele duizenden strijders), terwijl Saladin zo'n 1.600 christelijke gevangenen had, waarvan een honderdtal edellieden. Volgens Al-Athir was de deal dat Saladin 200.000 dinar zou betalen (plus 14.000 aan Koenraad van Montferrato), vijftig notabelen vrijlaten en het Ware Kruis afstaan. De sultan beweerde dat hij niet onmiddellijk over al het geld beschikte en zou onraad hebben geroken. Waarschijnlijker is dat hij tijd wilde winnen, aangezien versterking in aantocht was. Richard, die na het vertrek van Filips II van Frankrijk op 31 juli het ongedeelde opperbevel had, besefte dat en lijkt na enkele weken zijn geduld te hebben verloren. De tijd drong wilde hij Jeruzalem nemen.
Op 20 augustus 1191 liet hij de gevangenen van Akko buiten de stadsmuren leiden. De voorhoede van Saladin moest machteloos toezien hoe de vastgebonden gijzelaars collectief werden afgemaakt. In een brief aan de abt van Clairvaux schreef Richard dat hij wegens het niet-naleven van het pact 2.600 gevangenen had doen doden 'zoals het hoort'. Ibn Shaddad had het over meer dan 3.000 slachtoffers die met slagen en steken over de kling waren gejaagd, Hoveden sprak zelfs van meer dan 5.000 doden en voegde er het lugubere detail aan toe dat hun gal was weggenomen voor medische consumptie. Ook vrouwen en kinderen zouden niet zijn gespaard. Enkel de waardevolle vijanden ontsnapten aan executie om het volgende jaar tegen losgeld te worden vrijgelaten. Tegen dat de hoofdmacht ter plaatse kwam, was de slachting geschied en hadden de kruisvaarders zich binnen de muren teruggetrokken.
Dergelijke wreedheden waren niet ongebruikelijk, zoals de christenen zelf hadden ondervonden in Hattin (1187). De opties van Richard waren sowieso beperkt: de gevangenen achterlaten zou de tegenstander militair versterken, hen meenemen zou wegen op de logistiek en bevoorrading, hen als slaven verkopen zou tijdverlies inhouden. Dus lijkt hij in koelen bloede te hebben beslist, eens de hoop op het geld en het reliek was vervlogen, dat afmaken de enige uitkomst was. In de kroniek van Ambroise is hierover toch enig onbehagen te merken, waar de schrijver vermeldt dat de Saracenen Saladin later smeekten om wraak te nemen voor Akko op de christelijke pelgrims die volgens een akkoord Jeruzalem mochten aandoen. Maar de sultan ging er niet op in en schijnt de gebeurtenissen niet te hebben beschouwd als een obstakel voor latere akkoorden met Richard.

## Nasleep
Na Akko vochten Richard en Saladin nog een slag uit, ten zuiden van Akko, de Slag bij Arsoef. In een tent kwamen de twee weer bij elkaar. Richard gaf de strijd om Jeruzalem op, maar bedong wel een vrijgeleide voor de pelgrims die zonder problemen de stad van Christus moesten kunnen bezoeken.

### Overleden edelen
Tijdens het langdurige beleg van Akko overleden er vele edelen aan diverse ziektes of in hun strijd; hieronder een lijst van overledenen.
- Albéric Clément, maarschalk van Frankrijk (3 juli 1191)
- Anseric III de Montréal (1191)
- Everhard II van Brienne (8 februari 1191)
- André van Brienne
- Barthélemy van Vignory
- Bernard van Roussillon
- Stephan I van Sancerre (1190)
- Floris III van Holland (1 augustus 1190)
- Frederik VI van Zwaben (20 januari 1191)
- Hellin de Wavrin, seneschalk van Vlaanderen (14 april 1191)[4]
- Jacob van Avesnes (7 september 1191)
- Jan I van Ponthieu (30 juni 1191)
- Jean de Montréal
- Filips van de Elzas (1 juni 1191)
- Randolph (Rudolf) van Glanville
- Roland I van Clermont (15 oktober 1191)
- Rudolf I van Coucy (1191)
- Raymond II van Turenne
- Robert V van Béthune (1191)
- Roger de Wavrin (23 november 1191), bisschop van Kamerijk[1]
- Theobald V van Blois (1191)
- Willem van Ferrers, graaf van Derby
- Willem V van Châtellerault
- Sibylla van Jeruzalem (25 juli 1190)
- Geraard van Ruddervoorde (1 okt 1189)
- Floris van Vollenhoven (1191)[5]

## Oude bronnen
Tot de voornaamste primaire bronnen over het Beleg van Akko behoren:
- Ali Ibn al-Athir, Al-Kāmil fī At-tārīkh
- Ambroise, L'Estoire de la Guerre Sainte
- Baha ad-Din ibn Shaddad, Al-Nawādir al-Sultaniyya wa'l-Maḥāsin al-Yūsufiyya
- Imad ad-Din al-Isfahani, Al-Fatḥ al-qussī fī l-fatḥ al-qudsī
- Itinerarium Peregrinorum et Gesta Regis Ricardi
- Narratio itineris navalis ad Terram Sanctam
- Richard van Devizes, Chronicon de rebus gestis Ricardi Primi
- Richard Leeuwenhart, Brief van 1 oktober 1191 aan Garnier de Rochefort, abt van Clairvaux
- Roger van Hoveden, Chronica
- Voortzetting van Willem van Tyrus (Gesta orientalium principum en Historia rerum in partibus transmarinis gestarum)

## Voetnoten
1. 1 2  Zie over Roger de Wavrin: fr:Roger de Wavrin.
2. ↑  "Account of the Franks' capture of Acre", in: The Chronicle of Ibn Al-Athīr for the Crusading Period from Al-Kāmil Fīʼl-taʼrīkh. The years 541-589, 2006, p. 388-390. Gearchiveerd op 31 mei 2023.
3. ↑  Epistola Richardi Angliae Regis ad abbatem Clarevallensem, de rebus a se in Oriente gestis, et de provocandis principum ac populorum auxiliis ad perficiendam Terrae sanctae liberationem
4. ↑  Zie over Hellin de Wavrin: fr:Hellin de Wavrin.
5. ↑  Overijsselsche almanak voor oudheid en letteren, Volumes 7-8 (1842)